# 夏侯献
夏侯 献（かこう けん、生没年不詳）は、中国三国時代の人物。魏の功臣で、魏の皇室と縁の深い宗族の夏侯氏出身。しかし、他の夏侯姓の名を知られた人物らとの系譜上の連枝関係は不明。
曹叡（明帝）の時代、遼東の公孫淵が呉の調略を受けて繰り返し不穏な動きを続けていたとき、中領軍であった夏侯献は、公孫淵の父公孫康が服従したときの先例に倣い、使者を遣わして利害を説いた上で、公孫淵の叛意を押さえるべきだと奏上した（公孫淵伝が引く『魏名臣奏』）。
その後、領軍将軍を拝命した。239年、曹叡が危篤状態となった時、曹宇（燕王）・曹肇（曹休の子）・曹爽（曹真の子）・秦朗（曹操の側室の杜夫人の連れ子）らと共に、皇太子の曹芳を補佐すべく遺命を受けた。しかし、劉放・孫資は曹宇に代えて曹爽を後見とし、さらに司馬懿に協力させるよう求めた。夏侯献は曹宇らと共に更迭されてしまい、互いに涙を流したという（明帝紀注が引く『漢晋春秋』、劉放伝）。
「劉放伝」が引く『世語』によれば、これより以前に夏侯献は曹肇と共に、劉放・孫資が政治の中枢にあることを不満であるかのような発言をしたことがあった。このため劉放・孫資は身の危険を感じ、臨終間近の曹叡を唆して、遼東征伐から帰還の途にあった司馬懿を招聘するように薦めたという。夏侯献が先手をうつため、曹宇を通じ司馬懿に長安へ赴くよう命令を出したが、劉放達からの命令もまもなく司馬懿の元に到来したため、司馬懿は都で変事が起きたのではと判断し、急いで都に帰還したという。
その後の夏侯献の動向は不明である。